# اوراق درآمد ثابت
اوراق درآمد ثابت به هر نوع سرمایه‌گذاری اطلاق می‌شود که حقوقی از نوع حقوق صاحبان سهام برای دارنده آن ایجاد نکند و منتشر کننده/قرض گیرنده آن را موظف کند تا تحت یک برنامه زمانی مشخص، مبالغ معینی را به دارنده آن اوراق پرداخت کند.
برای مثال، اگر شما پولی را به کسی قرض دهید و قرض گیرنده موظف شود که بهره‌ای را هر ماه به شما پرداخت کند، در واقع شما یک ورقه بهادار درآمد ثابت را که توسط قرض گیرنده منتشر شده، خریداری نموده‌اید.
دولت‌ها اوراق قرضه دولتی به واحد پول خود و اوراق فرمانروایی به واحد پول دیگر کشورها منتشر می‌کنند. دولت‌های محلی برای تأمین سرمایه خودشان اوراق قرضه شهرداری منتشر می‌کنند. بدهی منتشره توسط آژانس‌های وابسته به دولت، اوراق قرضه آژانس نامیده می‌شود. شرکت‌ها می‌توانند اوراق قرضه شرکتی منتشر کنند یا از بانک‌ها از طریق وام شرکتی پول قرض کنند (سهام ممتاز را می‌توان از منظر بعضی مفاهیم اوراق درآمد ثابت در نظر گرفت). وام دهی بانکی ضمانت شده (مثل بدهی کارت اعتباری یا وام ماشین) می‌توانند دیگر انواع محصولات درآمد ثابت را شکل دهند، همچون اوراق بهادار پشتیبانی شده با کالا که مثل اوراق قرضه دولتی و شرکتی در بورس قابل معامله است.
عبارت درآمد ثابت همچنین به درآمد شخصی که در طول دوره‌های مختلف تغییری نمی‌کند، اطلاق می‌شود. علاوه بر این به سرمایه‌گذاری‌های درآمد ثابتی جون اوراق قرضه، سهام ممتاز یا حقوق مستمری بگیری (بازنشستگی) که میزان ثابت آن تضمین شده، درآمد ثابت گفته می‌شود. وقتی مستمر بگیرها یا بازنشستگان به مستمریشان به عنوان منبع اصلی درآمد متکی باشند، عبارت «درآمد ثابت» این مفهوم را هم می‌رساند که آن‌ها نسبتاً درآمد احتیاطی محدود یا آزادی مالی کمی برای هزینه کردن دارند.
اوراق بهادار درآمد ثابت با اوراق مربوط به حقوق صاحبان سهام مثل سهام عادی که اجباری برای پرداخت سود ایجاد نمی‌کنند فرق دارد. یک شرکت به منظور رشد تجاری اغلب لازم است سرمایه اش را جهت خرید تجهیزات یا سرمایه‌گذاری در توسعه و تولید محصول جدید، افزایش دهد. سرمایه‌گذاران اگر مطمئن باشند که در صورت قرض دادن پول، متناسب با ریسک فعالیت‌های شرکت، بهره‌ای را دریافت می‌کنند، در شرکت سرمایه‌گذاری می‌کنند. وثیقه‌ای که شرکت به سرمایه‌گذار ارائه می‌دهد، هم می‌تواند بخشی از خودش باشد (مثل دادن بخشی از حقوق صاحبان سهام که همان سهام عادی است)، یا دادن تعهدی است مبنی بر پرداخت بهره و اصل وام در یک دوره زمانی معین (مثل اوراق قرضه، وام بانکی یا سهام ممتاز).
عبارت «ثابت» در «درآمد ثابت» تنها به برنامه زمانی پرداخت‌های اجباری اشاره داد و نه به میزان آن‌ها. «اوراق بهادار درآمد ثابت» شامل اوراق قرضه وابسته به تورم، اسناد بهره متغیر و مشابه آن می‌شود. اگر یک منتشرکننده اوراق در انجام پرداختی ناتوان شود، ذی‌نفع می‌تواند منتشرکننده را وادار به اعلام ورشکستگی کند. در مقابل اگر شرکتی ناتوان از پرداخت سود سهام عادی (که درآمد ثابت نیست) شود، تخطی قانونی صورت نگرفته و سهام دار نمی‌تواند ادعای طلب خود را بکند.